# Rácz Norbert Zsolt
Rácz Norbert Zsolt (Kolozsvár, 1982. november 8. –) a kolozsvár-belvárosi unitárius egyházközség lelkésze.

## Pályafutása
2001-ben érettségizett a János Zsigmond Unitárius Kollégiumban, majd 2001-ben felvételt nyert a Kolozsvári Protestáns Teológiai Intézet unitárius karára, ahol 2006-ban diplomázott.
Első lelkészi kinevezése alkalmával ifjúsági lelkészi megbízatást kapott, így ő lett a Magyar Unitárius Egyház első ifjúsági lelkésze.
2008-tól a Magyar Unitárius Egyház ifjúsági szervezetének, az Országos Dávid Ferenc Ifjúsági Egylet elnöke, egészen 2010-ig.
2009-től a kolozsvár-belvárosi unitárius egyházközség választott lelkésze. Lelkészi munkájának legfontosabb célja a proaktív közösség megteremtése és megszervezés. Közösségszervező munkájának egyik kimagasló eredménye az első magyar bölcsőde beindítása Kolozsváron 2010-ben.  
2018-tól 2021-ig a Magyar Unitárius Egyház püspöki titkára és kommunikációs koordinátora. 2021-ben a Kolozsvári Zsinaton főjegyzőnek választották. 2022-ig volt tisztségben.
Felesége Rácz Mária unitárius lelkész-vallástanár, négy fiúgyermekük van.
Tudományos munkásságának főbb érdeklődési köre a keresztény filozófia, unitárius hittan és rendszeres teológia. Számos tengeren túli (Amerikai Egyesült Államok) és európai konferenciák meghívottjaként, a fenti tematikákban tartott több előadást.
Jelenleg (2020) a Babeș–Bolyai Tudományegyetem filozófia karának doktorandusz hallgatója.